# Ariamnes patersoniensis
Ariamnes patersoniensis är en spindelart som beskrevs av Hickman 1927. Ariamnes patersoniensis ingår i släktet Ariamnes och familjen klotspindlar.
Artens utbredningsområde är Tasmanien. Inga underarter finns listade i Catalogue of Life.